# جان رابرتسون (بازیکن فوتبال، زاده ۱۹۵۳)
جان رابرتسون (انگلیسی: John Robertson؛ زادهٔ ۲۰ ژانویهٔ ۱۹۵۳) بازیکن فوتبال اهل اسکاتلند است.

## باشگاهی
از باشگاه‌هایی که در آن بازی کرده‌است می‌توان به باشگاه فوتبال دربی کانتی، باشگاه فوتبال ناتینگهام فارست و باشگاه فوتبال ناتینگهام فارست، اشاره کرد.

## تیم ملی
وی همچنین در تیم ملی فوتبال اسکاتلند بازی کرده‌است.